# Bruce Collie
Bruce Stokes Collie (Norimberga, 27 giugno 1962) è un ex giocatore di football americano tedesco che ha giocato nel ruolo di offensive guard nella National Football League (NFL) vincendo due Super Bowl. Al college ha giocato a football all'Università del Texas ad Arlington

## Carriera
Collie fu scelto nel corso del quinto giro (140º assoluto) del Draft NFL 1985 dai San Francisco 49ers. Giocò con essi fino al 1989 vincendo due Super Bowl consecutivi. Nel 1990 passò ai Philadelphia Eagles con cui disputò due stagioni prima di ritirarsi.

## Palmarès

### Franchigia
- Super Bowl : 2

San Francisco 49ers: XXIII, XXIV
- National Football Conference Championship: 2

San Francisco 49ers: 1988, 1989

## Statistiche
| Partite totali      | 91 |
| Partite da titolare | 4  |